# منتور (قرطبة)
بلدية منتور أو بيارة أو مونتورو (بالإسبانية: Montoro)، هي إحدى بلديات مقاطعة قرطبة إحدى مقاطعات إسبانيا، و التي تقع في منطقة الأندلس جنوب إسبانيا.
يبلغ عدد سكانها 9.752 نسمة وفقاً لإحصائية سنة (2007).

## أعلام
- أنطونيو رودريغيز لونا
- بارتولومي رومان
- خافي لارا
- محمد بن أحمد بن أبي بكر بن فَرْح  المعروف بالقرطبي المفسر المشهور.